# مومسن ۵۲۲۹۳
سیارک ۵۲۲۹۳ (به انگلیسی: 52293 Mommsen، نامگذاری:1990TQ3) پنجاه و دو هزار و دویست و نود و سومین سیارک کشف شده‌است که در ۱۲ اکتبر ۱۹۹۰ کشف شد.